# Olympische Sommerspiele 1964/Teilnehmer (Vereinigte Staaten)
| Gelbes Symbol für Goldmedaillen mit stilisierten Olympischen Ringen | Graues Symbol für Silbermedaillen mit stilisierten Olympischen Ringen | Braundes Symbol für Bronzemedaillen mit stilisierten Olympischen Ringen |
| ------------------------------------------------------------------- | --------------------------------------------------------------------- | ----------------------------------------------------------------------- |
| 36                                                                  | 26                                                                    | 28                                                                      |

Die Vereinigten Staaten nahmen an den Olympischen Sommerspielen 1964 im japanischen Tokio mit einer Delegation von 346 Athleten, 267 Männer und 79 Frauen, teil. Paul Pesthy nach im Fechten und Modernen Fünfkampf teil.

## Teilnehmer nach Sportarten

### Basketball
| Männer - Basketballnationalmannschaft der Vereinigten Staaten: - Jiff Wilson - Jerry Shipp - Jeff Mullins - Pete McCaffrey - Lucious Jackson - Mahdi Abdul-Rahman - Dick Davies - Mel Counts - Joe Caldwell - Larry Brown - Bill Bradley - Jim Barnes |

### Boxen
| Männer - Jimmy Rosette - Louis Henry Johnson - Toby Gibson - Maurice Frilot - Charley Ellis - Bob Christopherson - Ronnie Harris - Bob Carmody - Charles Brown - Joe Frazier |

### Fechten
| Männer - Ed Richards - Tom Orley - Alfonso Morales - David Micahnik - Attila Keresztes - Jenő Hámori - Gene Glazer - Herbert Cohen - Robert Blum - Albert Axelrod - Frank Anger - Larry Anastasi - Paul Pesthy |

### Gewichtheben
| Männer - Lou Riecke - Bill March - Gary Gubner - Tony Garcy - Gary Cleveland - Norb Schemansky - Ike Berger |

### Judo
| Männer - Paul Maruyama - George Harris - Ben Nighthorse Campbell - James Bregman |

### Kanu
| Männer - Dennis Van Valkenburgh - Bill Smoke - Rich Richards - Tony Ralphs - James O’Rourke, Jr. - Bill Jewell - Gert Grigoleit - Joe Dronzek | Frauen - Marcia Jones Smoke - Glorianne Perrier - Francine Fox |

### Leichtathletik
| Männer - Vic Zwolak - Ronald Zinn - George Young - Les Tipton - Jay Silvester - Jerry Siebert - Phil Shinnick - Bill Sharpe - Jim Ryun - Ed Red - John Pennel - Mel Pender - Billy Pemelton - Tom O’Hara - Parry O’Brien - Jack Mortland - Oscar W. Moore - Chris McCarthy - Peter McArdle - Bruce MacDonald - Jay Luck - Gerry Lindgren - Ron Larrieu - Ron Laird - Trent Jackson - Gayle Hopkins - Russ Hodge - Paul Herman - Billy Hardin - Albert Hall - Morgan Groth - Kent Floerke - Jeff Fishback - Tom Farrell - Dick Emberger - Buddy Edelen - Ira Davis - Willie Davenport - Frank Covelli - Hal Connolly - Ed Caruthers - Dyrol Burleson - Ed Burke - Mike Brodie - Dave Weill - John Rambo - Bill Dellinger - John Thomas - Randy Matson - Blaine Lindgren - Ralph Boston - Ulis Williams - Dick Stebbins - Bob Schul - Al Oerter - Billy Mills - Dallas Long - Hayes Jones - Fred Hansen - Rex Cawley - Ollan Cassell - Gerry Ashworth - Paul Drayton - Mike Larrabee - Bob Hayes - Henry Carr | Frauen - Martha Watson - Debbie Thompson - Jo Ann Terry-Grissom - Janell Smith - Cherrie Sherrard - Lacey O’Neal - Eleanor Montgomery - Sandy Knott - Olga Connolly - Pat Daniels-Winslow - Vivian Brown - Terri Brown - Earlene Brown - Rosie Bonds - Estelle Baskerville - RaNae Bair - Willye White - Marilyn White - Wyomia Tyus - Edith McGuire |

### Moderner Fünfkampf
| Männer - Paul Pesthy - James Moore - Dave Kirkwood |

### Radsport
| Männer - Hans Wolf - Arnold Uhrlass - Jackie Simes - Donald Nelsen - Tim Mountford - Tom Montemage - Oliver Martin - Bill Kund - Michael Hiltner - Alan Grieco - Jack Disney - Skip Cutting - Wes Chowen - Raymond Castilloux - John Allis - Mike Allen |

### Reiten
| Männer - Frank Chapot - J. Michael Plumb - Michael Page - Kevin Freeman | Frauen - Jessica Newberry-Ransehousen - Karen McIntosh - Mary Mairs-Chapot - Kathryn Kusner - Patricia Galvin de la Tour d’Auvergne - Lana du Pont |

### Ringen
| Männer - John Richard Wilson - Charles Tribble - Gray Simons - Gregory Ruth - Bob Pickens - Pat Lovell - Larry Kristoff - Andy Fitch - Ron Finley - Bobby Douglas - Jerry Conine - Russell Camilleri - James Burke - Wayne Baughman - Dave Auble - Dan Brand |

### Rudern
| Männer - Ted Washburn - Jim Tew - Donald Spero - Thomas Elmer Pollock - Hughie Pollock - Philip Anthony Johnson - Paul Gunderson - James Stuart Edmonds - Geoffrey Picard - Ted Nash - Ted Mittet - Dick Lyon - Philip Durbrow - Jim Storm - Seymour Cromwell - Robert Zimonyi - William Stowe - Kent Mitchell - William Knecht - Hugh Foley - Conn Findlay - Edward Ferry - Stanley Cwiklinski - Emory Clark - Boyce Budd - Thomas Amlong - Joseph Amlong |

### Schießen
| Männer - Ed Teague - Thomas Smith - Bill McMillan - Frank L. Little - Tommy Pool - Bill Morris - Martin Gunnarsson - Franklin Green - Gary Anderson - Lones Wigger |

### Schwimmsport

#### Schwimmen
| Männer - Tom Trethewey - Phil Riker - Bill Farley - Wayne Anderson - Chet Jastremski - Carl Robie - John Nelson - Gary Dilley - Michael Allen Wall - Ed Townsend - Lary Schulhof - Dick Roth - Walter Richardson - Bill Mettler - Richard McGeagh - Thompson Mann - Dave Lyons - Virg Luken - Jed Graef - Bill Craig - Michael Austin - Fred Schmidt - Robert Earl Bennett - Roy Saari - Gary Ilman - Stephen Clark - Don Schollander | Frauen - Sandy Nitta - Tammy Hazleton - Terri Stickles - Martha Randall - Marilyn Ramenofsky - Claudia Kolb - Sharon Finneran - Patience Sherman - Judy Reeder - Sue Pitt - Nina Harmer - Jeanne Hallock - Cynthia Goyette - Erika Bricker - Lynne Allsup - Ginny Duenkel - Pokey Watson - Cathy Ferguson - Donna de Varona - Kathy Ellis - Sharon Stouder |

#### Wasserball
| Männer - Wasserballnationalmannschaft: - Ralph Whitney - Tony Van Dorp - George Stransky - Bob Saari - Ned McIlroy - Chick McIlroy - Dan Drown - Ron Crawford - Stanley Cole - Dave Ashleigh |

#### Wasserspringen
| Männer - Lou Vitucci - Tom Gompf - Larry Andreasen - Frank Gorman - Bob Webster - Ken Sitzberger | Frauen - Barbara Talmage - Sue Gossick - Linda Cooper - Patsy Willard - Jeanne Collier - Lesley Bush |

### Segeln
- Francis Scully
- Charles Rogers
- Lowell North
- Harry Melges
- John McNamara
- Richard Deaver
- William Bentsen
- Joseph Batchelder
- Lynn Williams
- Richard Stearns
- Peter Barrett

### Turnen
| Männer - Greg Weiss - Arthur Shurlock - Makoto Sakamoto - Russell Mitchell - Ron Barak - Larry Banner | Frauen - Marie Walther - Janie Speaks - Linda Metheny - Dale McClements - Muriel Grossfeld - Kathleen Corrigan |

### Volleyball
| Männer - Männer-Volleyballnationalmannschaft der Vereinigten Staaten: - Pedro Velasco - John Taylor - Ernie Suwara - Michael O’Hara - Chuck Nelson - Ron Lang - Jake Highland - Dick Hammer - Bill Griebenow - Keith Erickson - Barry Brown - Mike Bright | Frauen - Frauen-Volleyballnationalmannschaft der Vereinigten Staaten: - Jane Ward - Neda Thomas - Sharon Peterson - Mary Perry - Mary Jo Peppler - Nancy Owen - Gail O’Rourke - Linda Murphy - Barbie Harwerth - Lou Sara Galloway - Jean Gaertner - Patti Bright |